# Kerk van Eikenduinen
De Kerk van Eikenduinen, beter bekend onder de naam Ruïne of Kapel van Eikenduinen, was een rooms-katholiek kerkgebouw gelegen in de oude duinen tussen Loosduinen en Den Haag. Het werd gesticht door graaf Willem II van Holland en verkreeg bekendheid door de aanwezigheid van een bijzonder reliek. Tegenwoordig wordt de resterende ruïne, een rijksmonument, vooral geassocieerd met de begraafplaats die in de loop van de eeuwen rondom de ruïne ontstond, Oud Eik en Duinen. 

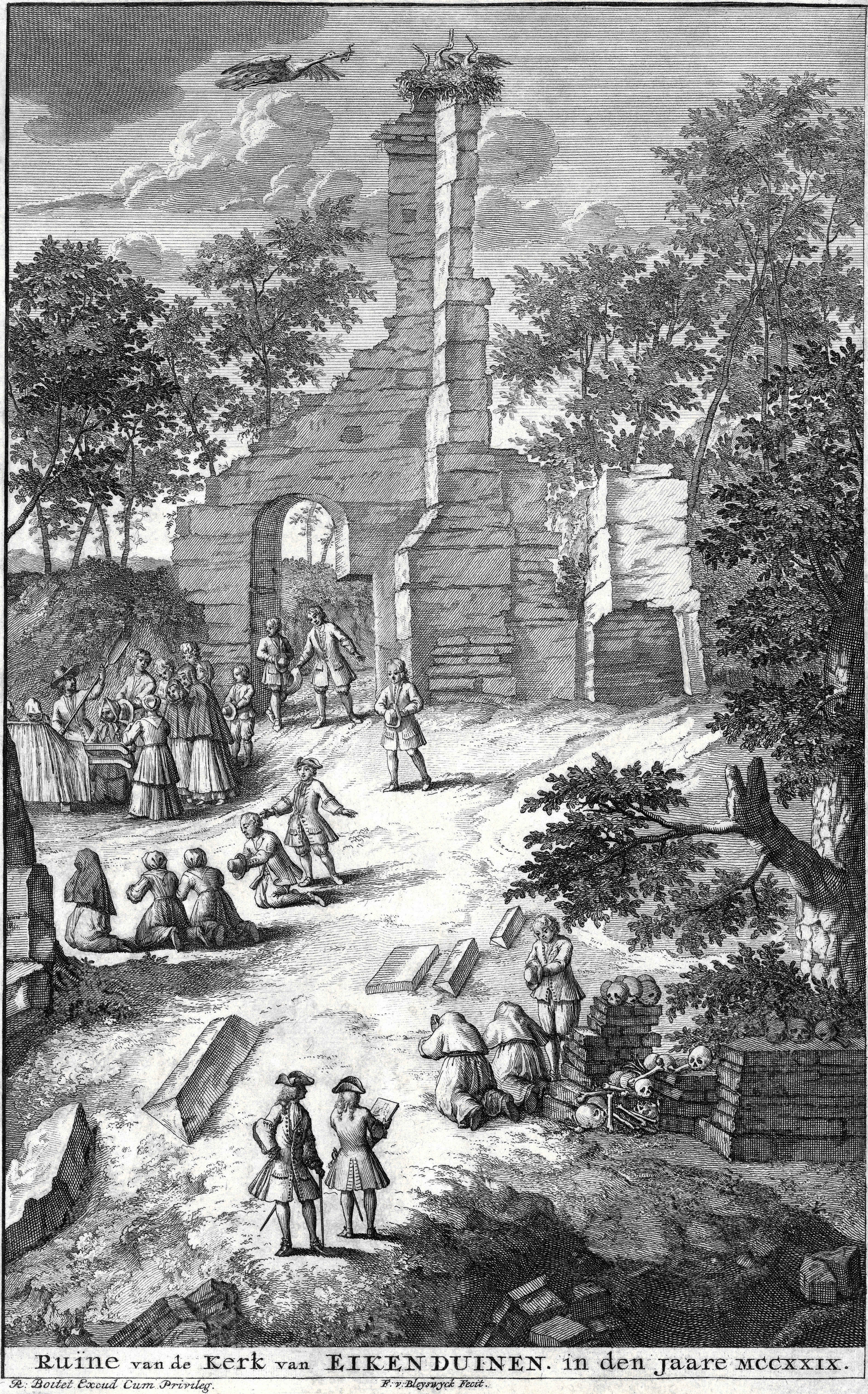
Ruïne van de kerk te Eikenduinen in 1729. De plek wordt bezocht door pelgrims en er vindt een begrafenis plaats.

## Oudste geschiedenis
Waarschijnlijk tussen 1247 en 1255 liet graaf Willem II van Holland een kapel bouwen ter gedachtenis van zijn vader graaf Floris IV, die om het leven was gekomen tijdens een toernooi te Corbie. In de omgeving van de kapel ontwikkelde zich vervolgens een gehucht, dat Eikenduinen werd genoemd. De bevolking van Eikenduinen groeide (relatief) snel. Graaf Willem III schonk de kapel in 1326 aan de abt en het convent van Sint-Maria te Middelburg om er een parochie van te maken. Deze werd afgescheiden van de moederkerk in Monster. Hierbij speelde een rol dat dat de kapelaan van Eikenduinen een van de vier priesters was die de kapel op het Binnenhof bedienden en wanneer de graaf of gravin in Den Haag was, het middagmaal met hem deelden. Aan die gewoonte wilde graaf Willem III een einde maken door van de kapel een parochiekerk te maken en die te laten bedienen door een van de kanunniken van de abt, onder het beding dat die kanunnik-pastoor niet meer het voorrecht zou hebben om op het Binnenhof te eten. In 1331 gaf bisschop Jan van Diest van Utrecht toestemming de kapel te verbouwen tot een echte parochiekerk. Deze bestond uit een lang (35 meter), tamelijk smal schip (12 meter) met transept en een diep koor.

## Bedevaartsoord
Het is niet duidelijk aan welke heilige de kapel werd gewijd ten tijde van de stichting. Sommige bronnen vermelden dat dit de Heilige Maagd Maria betreft. In de kerk werd een Madonnabeeld vereerd en in de loop van de 15e eeuw ontstond een verering van de O.L. Vrouw van de Zeven Weeën. Daarnaast werd de kerk een bedevaartsoord voor rooms-katholieken uit het hele graafschap en de landen eromheen, omdat er een bijzondere reliek van het Heilig Kruis werd bewaard: een splinter van het kruis waaraan Jezus Christus stierf. Binnen de parochie was tevens een Gilde van het Heilig Kruis actief.

## Sloop

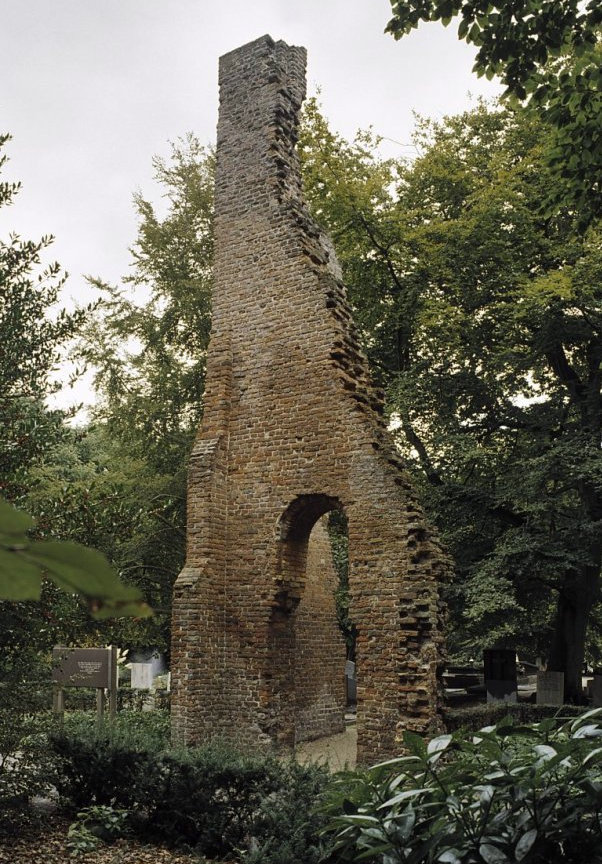
Ruïne van de kerk van Eikenduinen, die tegenwoordig op de begraafplaats Oud Eik en Duinen ligt

In de 15e en 16e eeuw liep het aantal inwoners van het dorp sterk terug. Mogelijk verhuisden de inwoners naar Delft of Den Haag, of misschien werden de bewoners getroffen door een epidemie zoals de pest. Omstreeks 1580 woonden er nog maar 100 mensen en daarom besloten de Staten van Holland in dat jaar het rooms-katholieke kerkje af te breken. Protesten van de bewoners van Eikenduinen konden het kerkje zelf niet redden. Toch werd er een gedeelte van de kerk gespaard: de toren en een gedeelte van de gevel bleven staan. Rondom de ruïne ontstond in de loop der eeuwen een begraafplaats die nog steeds wordt gebruikt, Oud Eik en Duinen, en deze begraafplaats behoort tot de grootste van Nederland. De restanten van de kerk bestaan nog steeds, alleen de toren is verdwenen. Ook de fundamenten van de kerk zijn hier en daar nog zichtbaar. De ruïne is tegenwoordig een rijksmonument en werd gerestaureerd in 1990.

## Voortdurende bedevaart
Na de afbraak van de kerk blijven katholieken doorgaan met hun verering voor zowel het Heilig Kruis als Maria. In de eeuwen die volgen zijn bij de ruïne talrijke bedevaarten ter ere van de Heilige Maagd. Een rapport van het Hof van Holland beschrijft dat in 1762 op Goede Vrijdag een bedevaart, met honderden deelnemers, een bedaarde bedoening was. Er werd niet gezongen en er werden geen kruisen of beelden vereerd. Waarschijnlijk staan de autoriteiten om die reden deze bedevaarten oogluikend toe. Uit de negentiende eeuw stammen verhalen over gelovigen uit het Westland die met zieke kinderen op weg gaan naar Eikenduinen, hopend op hun genezing. In het Mariajaar 1988 neemt pastoor Hofstede van de Haagse parochie van Sint-Jacobus de Meerdere het initiatief om de bedevaart nieuw leven in te blazen. Sinds dat jaar lopen de gelovigen van de Parkstraat in de vroege ochtend van Hemelvaartsdag naar de ruïne op Oud Eik en Duinen. Onderweg wordt het reliek van het Heilig Kruis meegedragen en de rozenkrans gebeden. Naar middeleeuws gebruik wordt driemaal rond de ruïne van de toren gelopen, waarna zegening van de gelovigen met het reliek van het Heilig Kruis plaatsvindt. De bedevaart wordt afgesloten met een mis.

## Verwijzingen
- Informatie over rijksmonumentnummer 17652
- Die Haghe als ambacht, parochie en waterschap tot het einde der 16e eeuw, N.J. Pabon, Jaarboek Die Haghe 1924
- De Kerkruïne van Eikenduinen, W. J. Th. Broug, Jaarboek die Haghe 1979, Online
- 101 Bedevaarten in Nederland, Peter Jan Margry, Charles Caspers, Jan Brouwers, uitgeverij Bert Bakker 2008. ISBN 9035132882,
- Bedevaartplaatsen in Nederland: Addenda, index, bijlagen, Peter Jan Margry, Charles Caspers, Uitgeverij Verloren 1997, ISBN 9065507914
- Inventaris van het archief van de kerk te Eikenduinen, 1360-1550,  J.M. Sernée, S.W.A. Drossaers, W.G. Feith, Nationaal Archief, 1920, NL-HaNA, Kerk Eikenduinen, 3.18.31.01
- Eikenduinen, Heilig Kruis / O.L. Vrouw van Eikenduinen, Meertens Instituut
- Rondom de Kerk 17 maart 2009, door Joke Sorgdrager
- Gegevens Monumentenzorg Den Haag
- [dode link]Historie.hdpnet.nl

Abdijkerk van Loosduinen · 
Allerheiligst Sacramentskerk · 
Anglican Church of St. John and St. Philip · 
Antonius Abtkerk · 
Badkapel · 
Bethelkerk (Scheveningen) · 
Bethlehemkerk · 
Christus Triumfatorkerk · 
Duinoordkerk · 
Duinzichtkerk · 
Eben-Haëzerkerk · 
Onze Lieve Vrouw Onbevlekt Ontvangenkerk · 
Emmauskerk · 
Grote of Sint-Jacobskerk · 
Sint-Jacobus de Meerderekerk  · 
H.H. Engelbewaarderskerk · 
H.H. Jacobus- en Augustinuskerk · 
Hofkapel · 
H. Familiekerk · 
Julianakerk (Transvaalkwartier) · 
Prinses Julianakerk (Scheveningen) · 
Kerk van de H. Martelaren van Gorcum · 
Kerk van Eikenduinen · 
Kloosterkerk · 
Lourdeskapel · 
Lutherse kerk · 
Maranathakerk · 
Nieuwe Badkapel · 
Nieuwe Kerk ·
Onbevlekt Hart van Mariakerk ·
O.L.V. Hemelvaartkerk · 
O.L.V. van Goede Raadkerk · 
Oosterkerk · 
Oude Kerk · 
Paleiskerk · 
Pastoor van Arskerk · 
Pniëlkerk · 
Sint-Agneskerk · 
Sint-Josephkerk (1867) · 
Sint-Josephkerk (1886) · 
Sint-Marthakerk · 
Sint-Paschalis Baylonkerk · 
Sint-Theresia van Lisieuxkerk · 
Sint-Willibrorduskerk · 
Teresia van Avilakerk · 
Vredeskapel · 
Waalse Kerk · 
Wilhelminakerk (1908) · 
Wilhelminakerk (1954) · 
Willemskerk · 
Willibrorduskapel